# Pietro Frasca
Pietro Frasca (* 12. November 1759 in Lugano; † 21. Januar 1829 ebenda) war ein Schweizer Anwalt und Notar, Politiker, Tessiner Grossrat und Staatsrat.

## Leben
Pietro war Sohn des Giuseppe und dessen Ehefrau Lucia Bernasconi. Er heiratete Enrica, Tochter des Pietro Peri. Nachdem er in Mailand Literatur studiert hatte, erwarb er in Straßburg einen Abschluss in Rechtswissenschaften (juris utriusque iuris). Der Jurist und Notar war während der Zeit der Vogtei Oberstleutnant der Justiz. Während der Helvetischen Republik war er zunächst Senator, dann Staatsanwalt und ab November 1802 Landespräfekt des Kantons Lugano. 
Er war Mitglied des Kantonsrats von 1802 und der Kommission, die die Kantonsverfassung ausarbeitete. Tessin, Abgeordneter des Grossen Rates von 1803 bis 1815, Abgeordneter des Landtages im Juni 1810 und Mitglied der Kantonsregierung von 1805 bis 1811. Im Jahr 1803 bemühte er sich um die Erhebung Luganos zur kantonalen Hauptstadt; dann 1811 stimmte er im Tessiner Grossrat gegen die Abtretung des südlichen Tessins an Napoleon Bonaparte.